# كأس تشيلي 2012–13
كأس تشيلي 2012–13 (بالإسبانية: Copa Chile 2012-13)‏ هو الموسم 33 من كأس تشيلي. كان عدد الأندية المشاركة فيه 46، وفاز فيه نادي أونيفرسيداد دي تشيلي.